# Паралия Сикияс
Паралия Сикияс (на гръцки: Παραλία Συκιάς, тоест Плаж на Сикия) е курортно селище в Северна Гърция, разположено в югоизточния край на полуостров Ситония, на 5 km източно от Сикия, на югозападния бряг на Светогорския залив. Селото е част от дем Ситония на област Централна Македония и според преброяването от 2001 година има 37 жители. Плажът на курорта е известен с красотата си.